# Чімін
Пак Чімін (кор. 박지민; англ. Park Ji-min, нар. 13 жовтня 1995, Пусан, Південна Корея) — південнокорейський співак, автор пісень та танцюрист, відоміший за мононімом Чімін (кор. 지민). 2013 року дебютував у складі південнокорейського чоловічого гурту BTS під керівництвом компанії «Big Hit». За даними Корейської музичної асоціації авторського права (KOMCA) на його ім'я зареєстровано 9 пісень.

## Раннє життя та освіта
Чімін народився 13 жовтня 1995 року у місті Пусан у Південній Кореї. Окрім нього в родині є молодший брат. Чімін навчався у початковій школі Ходон в Пусані, згодом у середній, Йонсан, та одночасно відвідував школу мистецтв «Just Dance Academy», де освоїв такі стилі танцю як поппінг та локінг. До того як стати трейні, Чімін вивчав сучасний стиль танцю (контемпорарі) у Вищій школі мистецтв в Пусані та був найкращим студентом навчального відділу. Один з викладачів школи запропонував Чіміну пройти вступне випробування до розважальної компанії і саме це привело хлопця у «Біґ Хіт». Успішно пройшовши прослуховування у 2012 році, він перевівся до Корейської школи мистецтв, яку закінчив у 2014 році. У серпні 2020 року Чімін закінчив навчання у Сеульському інтернет-університеті (SCU) за спеціальністю «Радіомовлення та розваги». Станом на 2021 рік Чіміна зараховано до кіберуніверситету Ханьян, де він здобуває ступінь магістра з бізнес-адміністрування за спеціальністю «Реклама та Медіа».

## Кар'єра

### 2013— до сьогодні: BTS

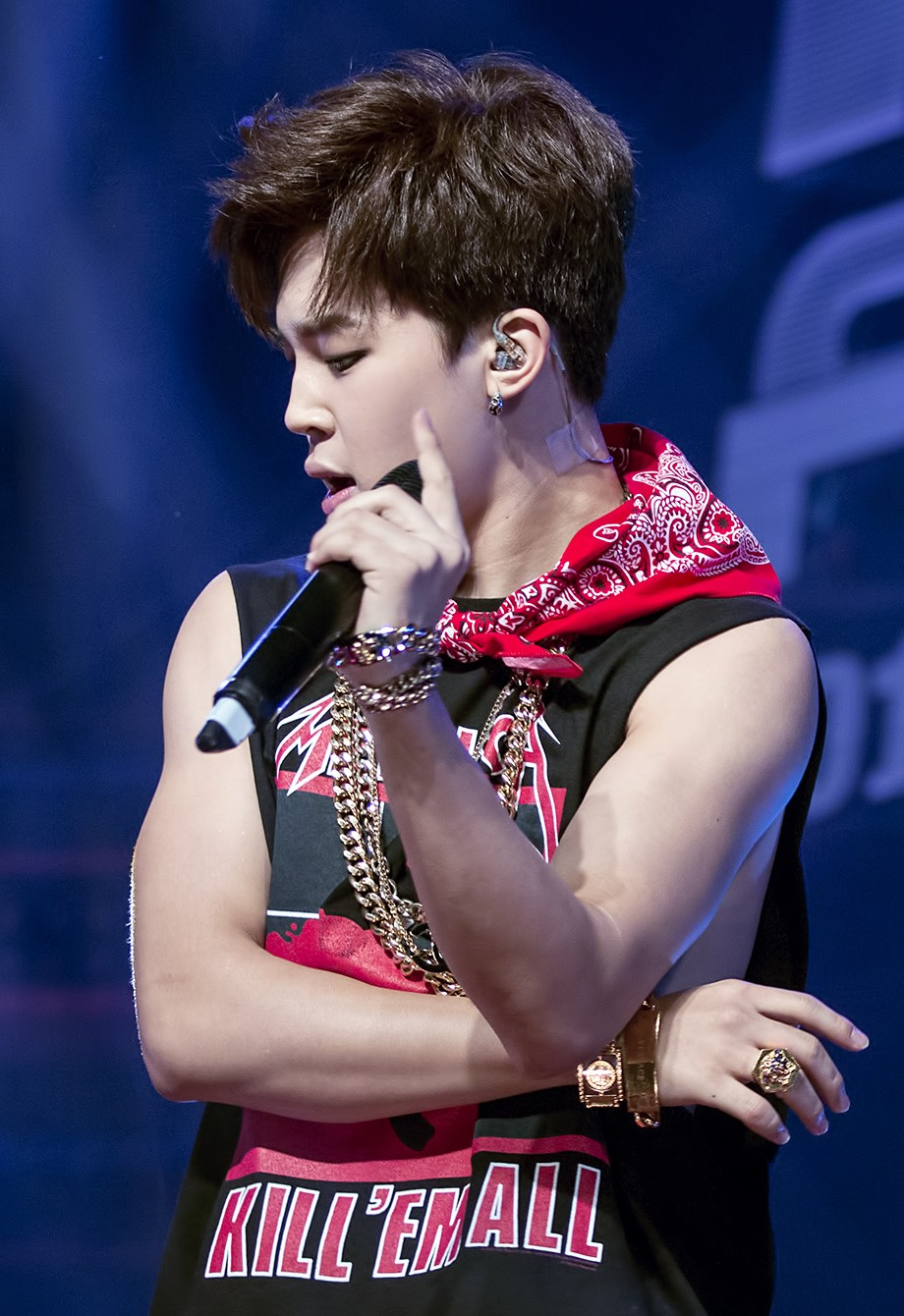
Чімін на «MAMA» у Гонконзі у 2014 році

13 червня 2013 року Чімін дебютував як учасник гурту BTS із піснею «No More Dream». У групі займає позицію ведучого вокаліста та одного з головних танцюристів. У рамках діяльності BTS він випустив три сольні пісні — «Lie», «Serendipity» та «Filter».
Пісня «Lie» вийшла в світ у 2016 році як один із треків альбому Wings. Композицію високо оцінили критики. Її описали як приголомшливу та драматичну, оскільки вона легко передавала темні образи та емоції, притаманні загальному концепту альбому. На відміну від «Lie», пісня «Serendipity» з альбому LOVE YOURSELF: HER, який вийшов у 2017 році, була м'якою та чуттєвою. Вона сповнена радісними почуттями, загадковістю та цікавістю до кохання. Пісня «Filter», яка була опублікована 2020 року, входила у альбом MAP of the SOUL:7.
Кількість прослуховувань обох пісень Чіміна — «Lie» та «Serendipity» — перетнула позначку у 105 мільйонів на сервісі Spotify.
Також ці пісні були єдиними сольними піснями учасника BTS, які потрапили до офіційного чарту «20 найпопулярніших пісень BTS у Великій Британії». Пісня Чіміна «Promise» (2018) встановила рекорд на платформі SoundCloud: кількість прослуховувань треку за перші 24 години перевищила цифру, встановлену Дрейком із піснею «Duppy Freestyle». Наразі це найпопулярніша к-поп композиція на платформі та друга за популярністю серед усіх інших пісень на SoundCloud.

### Сольні проєкти
У 2014 році Чімін працював з колегою по гурту Чонґуком над композицією «Christmas Day» — інтерпретацією пісні «Mistletoe» Джастіна Бібера — та написав текст-переклад цієї композиції корейською. Пізніше Чімін, знову разом із Чонґуком, випустив кавер на пісню Чарлі Пута та Селени Гомес — «We Don't Talk Anymore».
В 2016 році Чімін брав участь у розважальних шоу «Hello Counselor», «Please Take Care of My Refrigerator» і «God's Workplace». Того ж року він став ведучим та спеціальним гостем у проєктах Show! Music Core та M Countdown. У грудні виступив у колаборації з Теміном (SHINee) на пісенному фестивалі KBS.

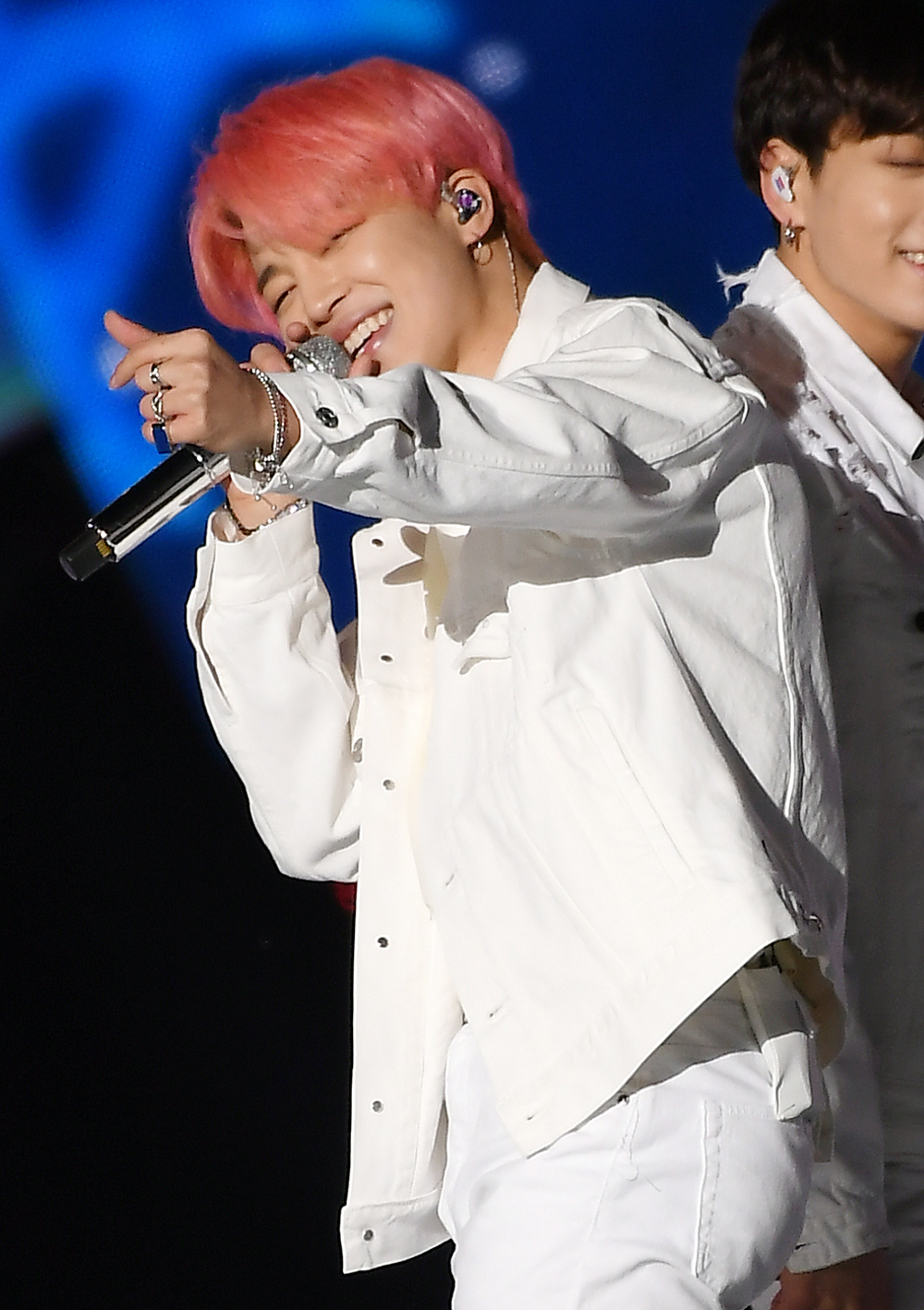
Чімін на концерті «SBS Super Concert» у Ґванджу у 2019 році

30 грудня 2018 року Чімін випустив свою першу сольну пісню поза діяльністю BTS — «Promise». Вона була розміщена для безкоштовного прослуховування на сторінці BTS на платформі SoundCloud. Пісня, яку «Billboard» назвав «м'якою поп-баладою», була створена Чіміном та одним із продюсерів компанії «Біґ Хіт» Slow Rabbit. Текст «Promise» написаний Чіміном та його колегою по гурту РМ-ом. Обкладинка для композиції була також створена одним із учасників гурту — Ві.
24 березня 2023 року Чімін випусти свій перший сольний альбом Face а 3 квітня 2023 року Billboard оголосив, що Чімін посів перше місце в найбажанішому чарті Billboard Hot100, ставши першим мембером BTS, кому це вдалося, як і першим представником Південної Кореї.
18 травня 2023 року Чімін став одним із виконавців саунтреку Angel Pt. 1 до фільму «Форсаж», разом із Kodak Black, NLE Choppa, Jvke і Muni Long.

## Благодійність
З 2016 по 2018 рік Чімін фінансово підтримував випускників пусанської початкової школи Ходон, де колись навчався сам, оплачуючи вартість їхньої шкільної форми. Після оголошення новини про закриття школи, він придбав комплекти літнього та зимового одягу для випускників середньої школи та подарував всьому учнівському корпусу альбоми з автографами. На початку 2019 року Чімін пожертвував 100 мільйонів корейських вон (приблизно 88 000 доларів США) Департаменту освіти в Пусані, щоб допомогти учням зі складною фінансовою ситуацією в родині. 30 мільйонів (приблизно 23 000 доларів США) від загальної суми передано в фонд Пусанської художньої школи мистецтв, яка знана як альма-матер Чіміна.

## Артистизм
Вокал Чіміна характеризують як ніжний та мелодійний. Його танцювальні здібності вважаються винятковими серед учасників гурту та загалом в к-поп індустрії. Ноель Дево з «Elite Daily» пише, що Чіміна часто хвалять за «плавні та елегантні рухи», а також за чарівну харизму на сцені. У документальному фільмі BTS «Burn The Stage» Чімін зізнався, що вважає себе перфікціоністом, навіть найменші помилки на сцені змушують його почуватись винним та працювати ще більше.
Чімін назвав співака Рейна одним із своїх головних зразків для наслідування, джерелом натхнення та причиною, чому він захотів стати музикантом та виступати на сцені.

## Внесок і вплив
У 2016 році за результатами опитування корейського сайту «Gallup», Чімін посів 13-е місце у рейтингу найулюбленіших айдолів. 2017 року він опинився на 7-му місці, а в опитуванні 2018 року — на 1-ій позиції.
У 2018 році Чімін був 9-им серед знаменитостей та 8-им серед музикантів світу за кількістю згадувань у Твіттері. Видання «The Guardian» наділило його 17-им місцем в рейтингу найкращих учасників чоловічих гуртів усіх часів. З січня по травень 2018 року Чімін вигравав щомісячну премію «Кращий артист в індустрії K-Pop» від «Peeper x Billboard» — сумісного проєкту додатку «Peeper» та корейського відділу Billboard, де серед шанувальників проводиться голосування за улюблених артистів та оголошуються щомісячні переможці. Приз Чімін пожертвував благодійному фонду ЮНІСЕФ.
У 2019 році Чімін отримав відзнаку від Товариства збереження культури за виконання пучхечхуму (традиційного корейського танцю з віялом) та його поширення за межами Кореї на церемонії нагородження Melon Music Awards у 2018 році.

## Галерея

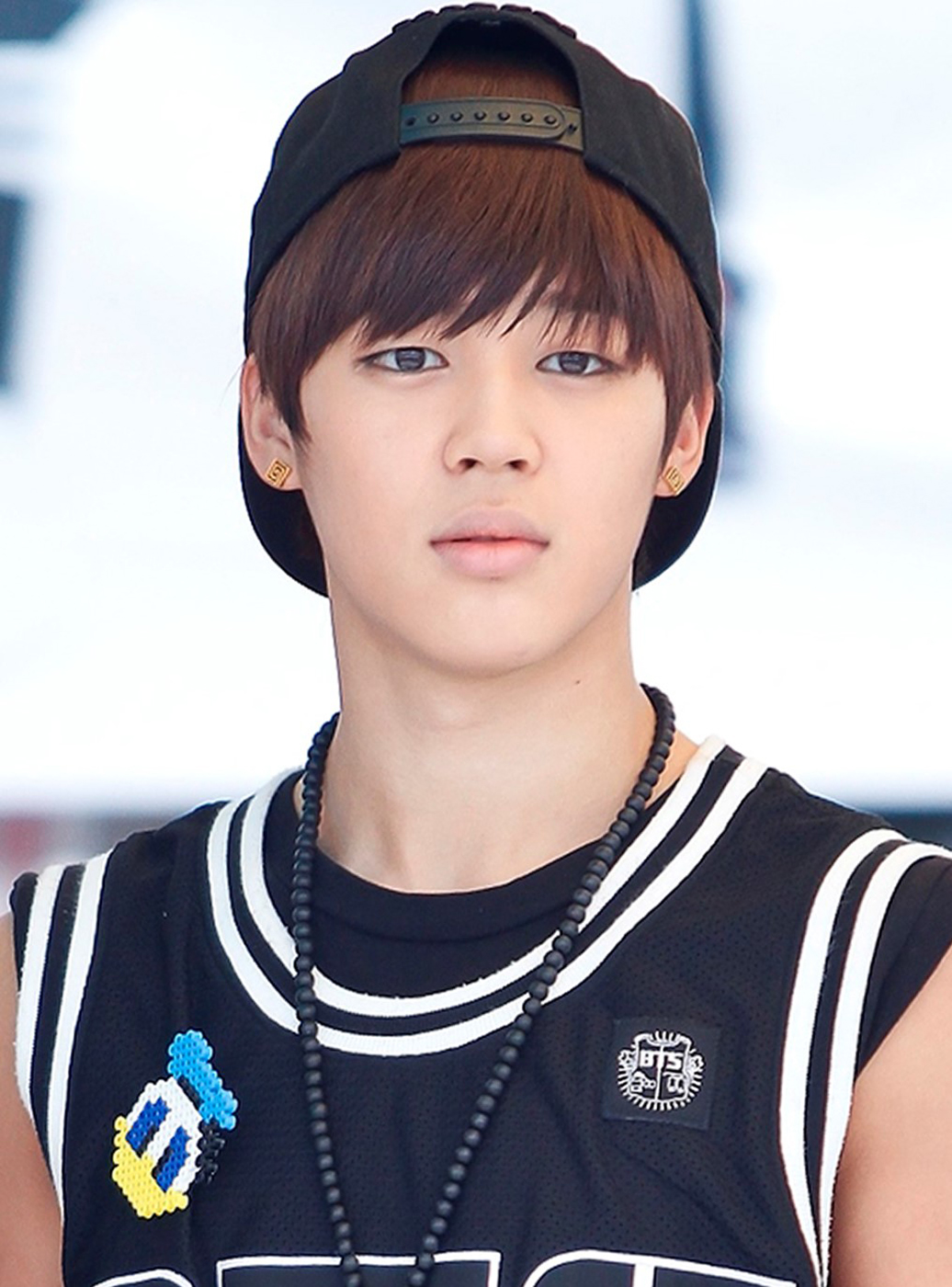
2013
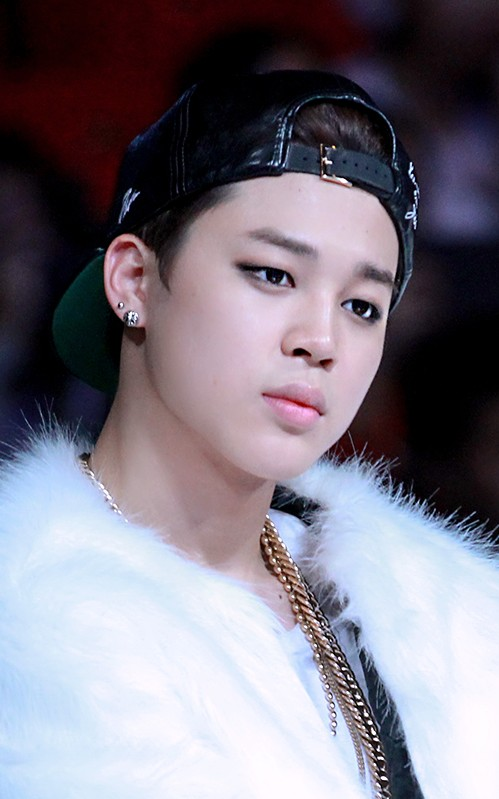
2014
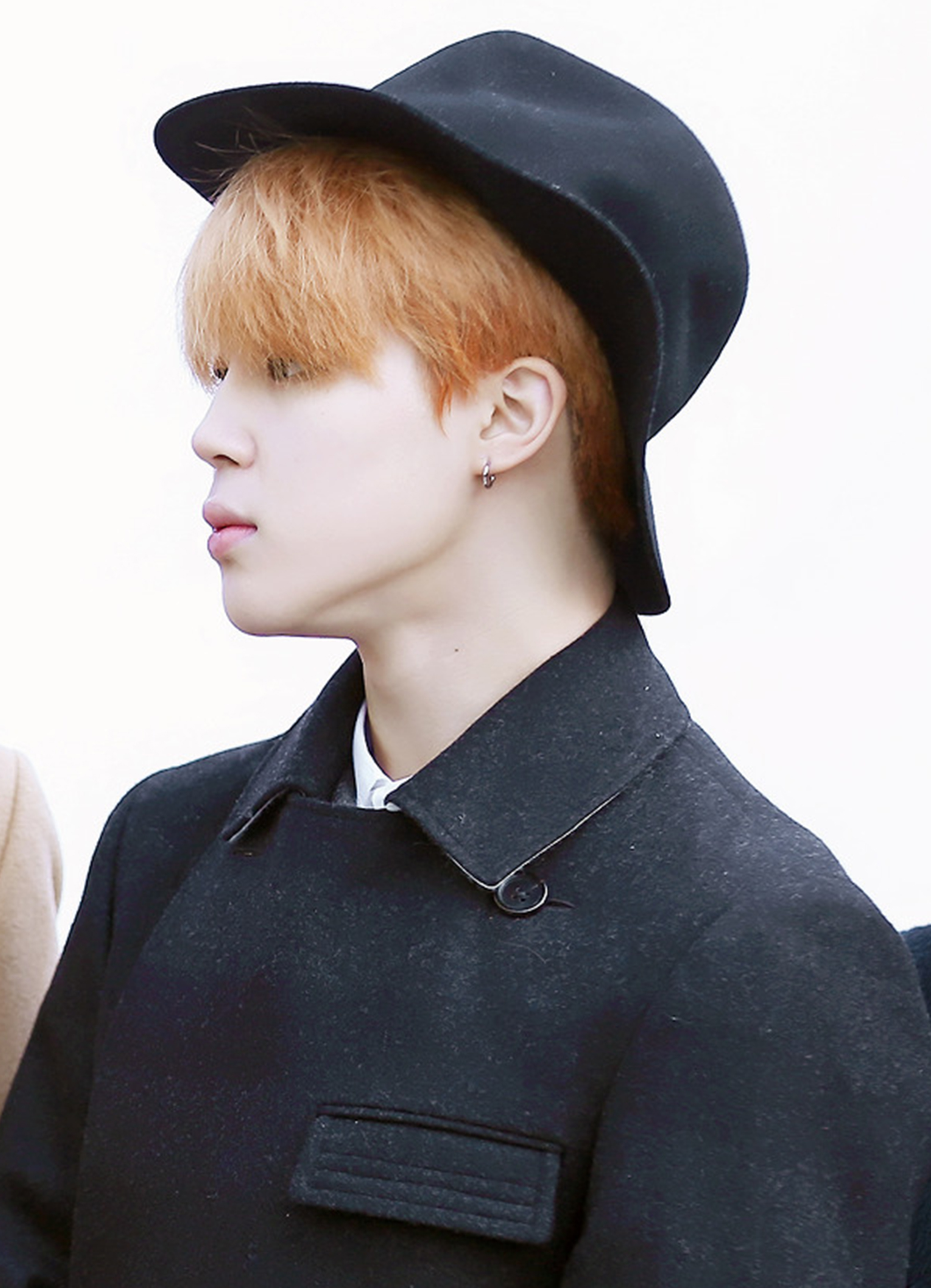
2015
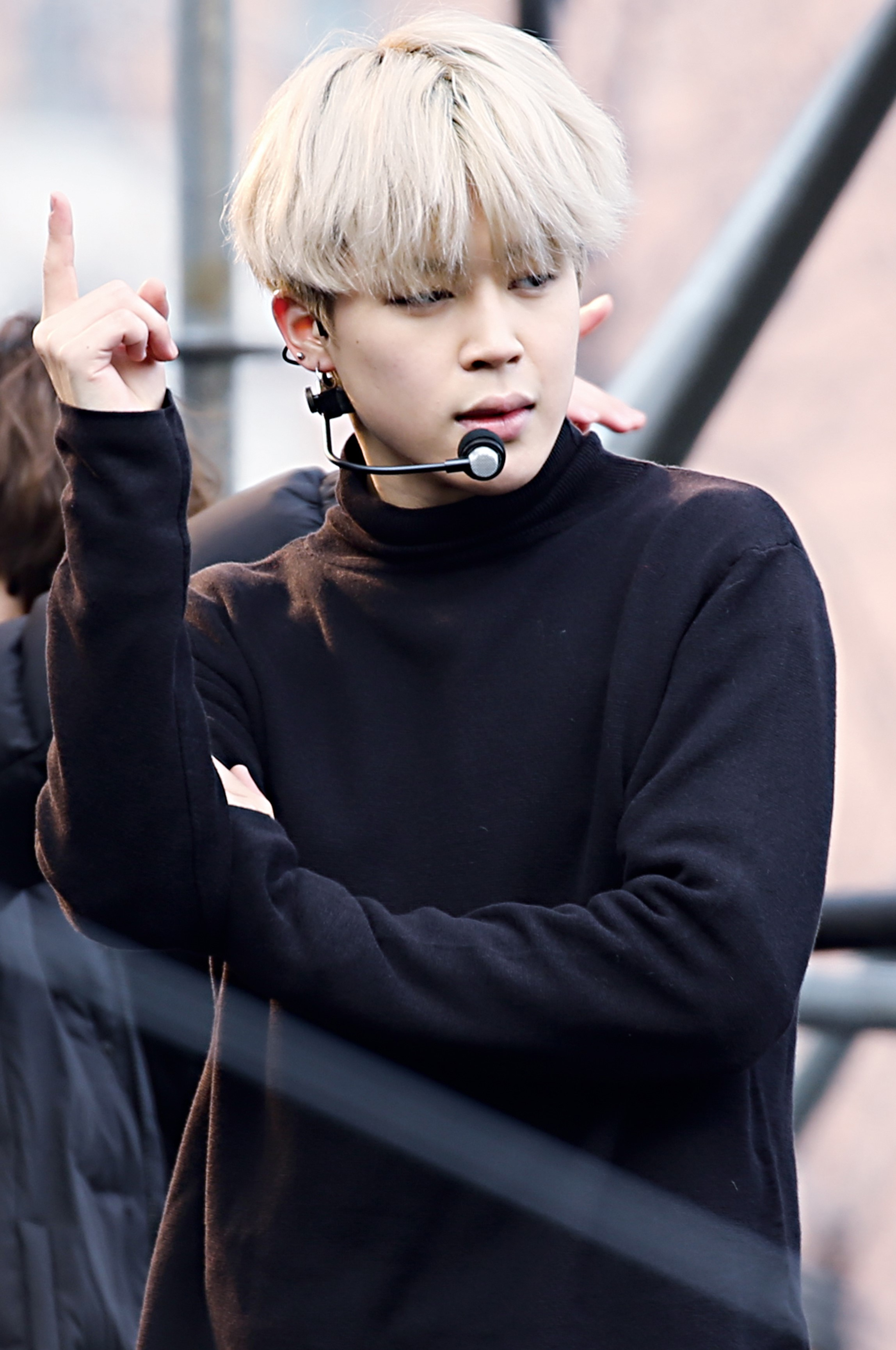
2016
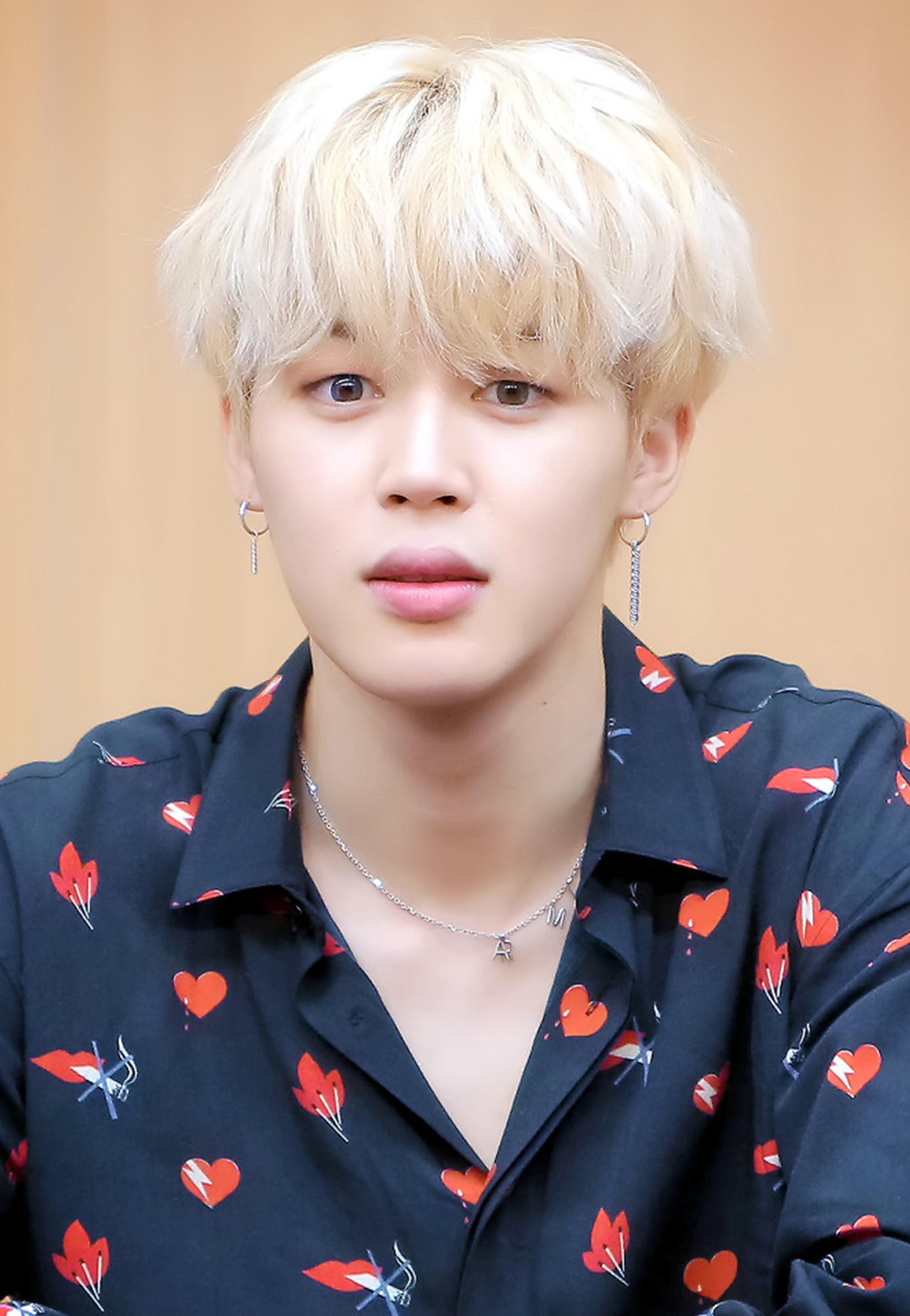
2017
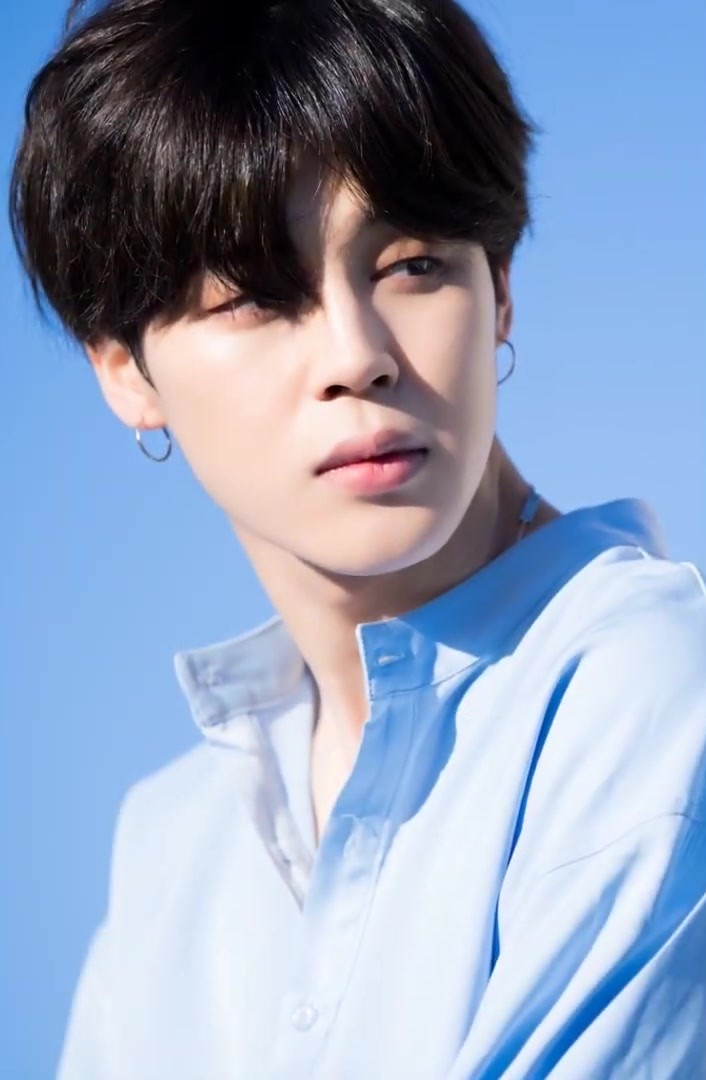
2018
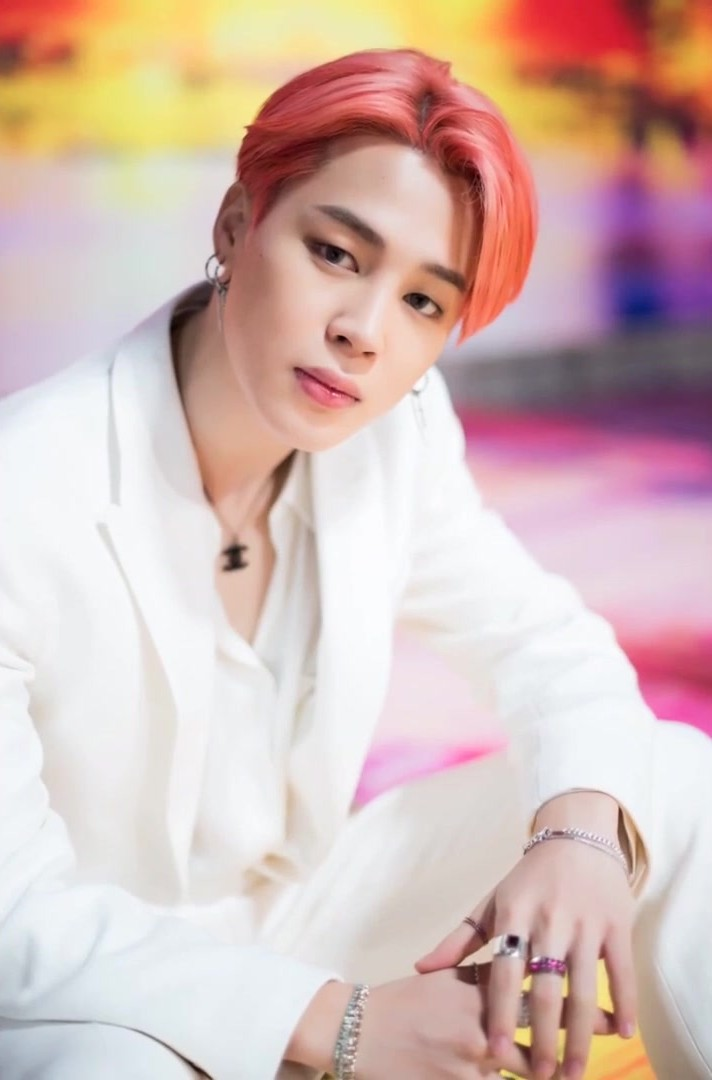
2019